# 蓮茸西米角
蓮茸西米角是一款香港點心，曾在港式酒樓中頗受歡迎，目前逐漸被淘汰。造法是將蒸成半熟的西米包入蓮茸，塑成欖角形後蒸熟而成。